# Pingarelhos
Pingarelhos é uma aldeia portuguesa pertencente à freguesia de Almagreira do Município de Pombal, onde existem actualmente cerca de 55 habitantes.
É rodeada pelas seguintes aldeias: Vascos, Barbas Novas, Bonitos, Paço e Carrascos, todas elas pertencentes ao Município de Pombal.
O santo padroeiro é São Sebastião, existindo na localidade umas alminhas em sua homenagem.
A origem do nome Pingarelhos, provém da alcunha de um António Dias "o pingarelho".